# Solar Walk
|  | Denne artikel er oprettet af botten Steenthbot ud fra en ekstern database. Den kan derfor have sproglige fejl eller mangler. Denne skabelon kan fjernes efter kontrol af indholdet. |

Solar Walk er en dansk kortfilm fra 2018 instrueret af Réka Bucsi.

## Handling
Filmen er resultatet af et samarbejde mellem instruktøren og Aarhus Jazz Orchestra og kombinerer moderne jazz med animerede sekvenser af solsystemet og rummet. En kunstnerisk fortolkning af universet og de store følelser og spørgsmål, det vækker i mennesket.